# محمدحسین میثاقی
محمدحسین میثاقی (زادهٔ ۱۴ مهر ١۳۶۵) مجری تلویزیونی و گزارشگر فوتبال اهل ایران است.
او در ویژه برنامهٔ بیست‌چهارده به همراه عادل فردوسی‌پور و رضا جاودانی حضور داشت. وی در جام جهانی ۲۰۱۸ خبرنگار اعزامی به روسیه بود و همچنین او مجری‌گری برنامه آسیا ۲۰۱۹ که ویژهٔ جام ملت‌های آسیا بود را هم بر عهده گرفت. میثاقی در تابستان ۱۴۰۰ به همراه محمدرضا احمدی اجرای برنامه یورو ۲۰۲۰، ویژه برنامهٔ جام ملت‌های اروپا ۲۰۲۰ را بر عهده داشت. او در پاییز ۱۴۰۱ نیز در کنار محمدرضا احمدی به اجرای برنامه جام ۲۰۲۲ پرداخت. وی در پاسخ به اینکه چرا هیچ وقت گزارش‌گری فوتبال زنده را انجام نمی‌دهد، بیان کرد که علاقه‌ای به این کار ندارد و بیشتر دنبال اخبار و حواشی فوتبال است.
وی پس از ورودش به برنامه نود آیتم‌هایی همچون «ایران نود» و «تقویم نود» را تهیه کرد.

## زندگی
محمدحسین میثاقی در ۱۴ مهر ۱۳۶۵ در کرج در استان البرز زاده شد. میثاقی دارای مدرک کارشناسی ارشد ریاضی کاربردی از دانشگاه رازی کرمانشاه است. او یک برادر و چهار خواهر بزرگتر از خود دارد. محمد حسین میثاقی ازدواج کرده و ۲ فرزند پسر دارد.

## زندگی شغلی

### ورود به صدا و سیما
وی کار خود در صدا و سیما را با قبولی در تست صدا و تصویر و کار در رادیو کرمانشاه شروع کرد و سپس به گروه اجتماعی شبکه استانی زاگرس پیوست.

### راه‌یابی به برنامهٔ ۹۰
در همان سال ورودش به تلویزیون، تیم شیرین فراز کرمانشاه به لیگ برتر صعود کرد که وی آن موقع حواشی بازی را می‌گرفت و برای شبکه سه می‌فرستاد. پس از این، عوامل شبکه سه از آن‌ها خوششان آمد و وی را به کار در شبکه سه دعوت کردند. وی وقتی برای تست گزارش به شبکه سه رفت، عادل فردوسی‌پور او را دید و برای همکاری در ۹۰ از او دعوت کرد.

### شهرت و تهیه‌کنندگی
شهرت محمد حسین میثاقی با گزارش و حاشیه‌های برنامه ۹۰ شروع شد و با حضور در برنامه فوتبال ۱۲۰ شبکه ورزش به اوج خود رسید و حالا در مقام تهیه‌کننده ورزشی نیز فعالیت دارد.

### اجرا

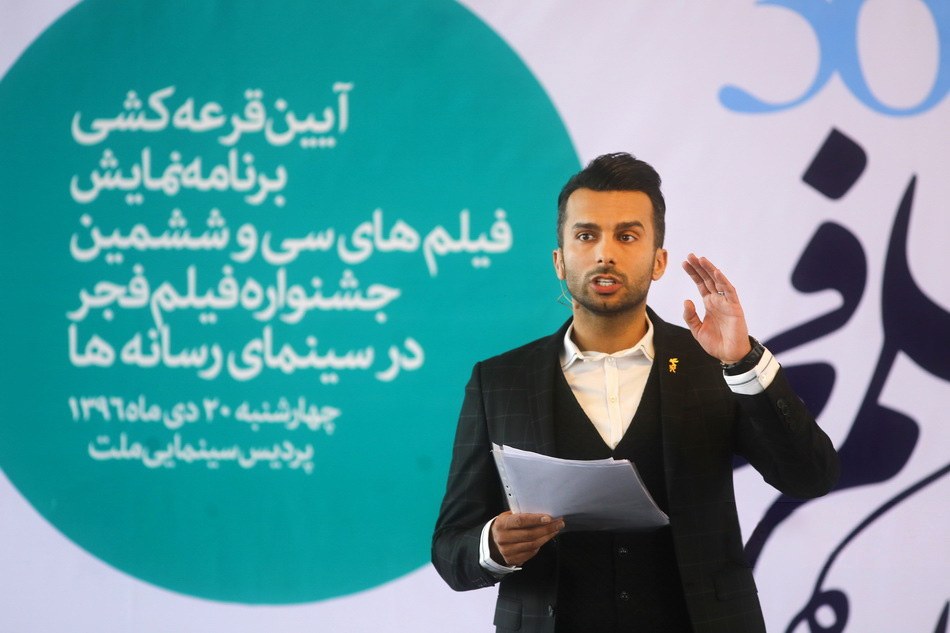
میثاقی در حال اجرای قرعه‌کشی برنامه نمایش فیلم‌های سی و ششمین دوره جشنواره فیلم فجر در سال ۱۳۹۶

#### اجرای برنامهجام چهاردهم
او از خرداد تا تیر ۱۳۹۱ در زمان برگزاری جام ملت‌های اروپا ۲۰۱۲، به اجرای بخش اخبار و حواشی برنامهٔ جام چهاردهم به همراه رضا جاودانی و محمدرضا احمدی پرداخت. این اولین تجربهٔ اجرای میثاقی بود.

#### اجرای برنامهبیست‌چهارده
او از خرداد تا تیر (ماه) ۱۳۹۳ در زمان برگزاری جام جهانی فوتبال ۲۰۱۴، به همراه عادل فردوسی‌پور و رضا جاودانی، به مجری‌گری برنامه بیست‌چهارده که ویژه برنامه پوشش جام جهانی فوتبال ۲۰۱۴ بود پرداخت.

#### اجرای برنامهآقای گزارشگر
وی در سال‌های ۱۳۹۴ و ۱۳۹۶ مجری مسابقه آقای گزارشگر به همراه محمدرضا احمدی بود.

#### اجرای برنامهفوتبال ۱۲۰
وی در سری سوم برنامه فوتبال ۱۲۰ جایگزین حمید محمدی شد و به اجرای اولین برنامه اختصاصی خود پرداخت.
پس از اختلافات او با عادل فردوسی‌پور و جایگزینی برنامه فوتبال برتر با نود، او از اجرای برنامه فوتبال ۱۲۰ کنار گذاشته شد و حمید محمدی به مانند گذشته به اجرای برنامه بازگشت.

#### اجرای برنامهفصل داغ فوتبال
وی به همراه مهدی توتونچی در تابستان ۱۳۹۵، مجری برنامه فصل داغ فوتبال، ویژه برنامهٔ جام ملت‌های اروپا ۲۰۱۶ و کوپا آمریکا ۲۰۱۶ از شبکه ورزش بود.

#### اجرای برنامههزارداستان
میثاقی مجری نخستین قسمت از برنامه هزارداستان در اولین روز رمضان ۱۳۹۶ در شبکه نسیم بود.

#### اجرا و تهیه‌کنندگی برنامهرکورد
میثاقی در سال‌های ۱۳۹۶ تا ۱۳۹۸، مجری و تهیه‌کننده رکورد که به بررسی ورزش‌های مختلف در ایران می‌پرداخت بود.

#### اجرای برنامهفوتبال برتر
از اوایل فصل ۹۸–۱۳۹۷ لیگ برتر فوتبال ایران وی نیز برنامه فوتبال برتر را اجرا می‌کند. همچنین او تاکنون مجری فصل ۱، ۲ و ۳ برنامه تحلیلی فوتبال برتر بوده‌است.

#### اجرای برنامهآسیا ۲۰۱۹
او از دی تا بهمن ۱۳۹۷ اجرای برنامه آسیا ۲۰۱۹، ویژه برنامه پوشش جام ملت‌های آسیا ۲۰۱۹ را برعهده داشت.

#### اجرای برنامهیورو ۲۰۲۰
او از خرداد تا تیر ۱۴۰۰ به همراه محمدرضا احمدی اجرای برنامه یورو ۲۰۲۰، ویژه برنامه پوشش جام ملت‌های اروپا ۲۰۲۰ را برعهده داشت.

#### اجرای برنامهجام ۲۰۲۲
او از آبان تا آذر ۱۴۰۱ به همراه محمدرضا احمدی اجرای برنامه جام ۲۰۲۲، ویژه برنامه پوشش جام جهانی ۲۰۲۲ را برعهده داشت.

#### سفرهای کاری خارج از کشور
وی برای مسابقات جام جهانی ۲۰۱۸ همراه تیم ملی به روسیه سفر کرد. وی همچنین برای پوشش مسابقات کوپا آمریکا ۲۰۱۵ به شیلی سفر کرد.

#### اجرای برنامهآسیا ۲۰۲۳
او در برنامه ی آسیا ۲۰۲۳ به همراه محمد رضا احمدی، جام ملت های آسیا ۲۰۲۳ را پوشش می داد.

### برنامه‌های تلویزیونی
| سال        | نام برنامه                | سمت             | شبکه              |
| ---------- | ------------------------- | --------------- | ----------------- |
| ۱۳۸۶–۱۳۸۷  | صدا و سیمای مرکز کرمانشاه | گزارشگر         | شبکه استانی زاگرس |
| ۱۳۸۸–۱۳۹۷  | ۹۰                        | گزارشگر         | شبکه سه           |
| ۱۳۹۱       | جام چهاردهم               | مجری            | شبکه سه           |
| ۱۳۹۳       | بیست‌چهارده                | مجری            | شبکه سه           |
| ۱۳۹۳       | آسیا ۲۰۱۵                 | گزارشگر         | شبکه سه           |
| ۱۳۹۴، ۱۳۹۶ | آقای گزارشگر              | مجری            | شبکه سه           |
| ۱۳۹۴–۱۳۹۷  | فوتبال ۱۲۰                | مجری            | شبکه ورزش         |
| ۱۳۹۵       | فصل داغ فوتبال            | مجری            | شبکه ورزش         |
| ۱۳۹۵       | ریو ۲۰۱۶                  | گزارشگر         | شبکه سه           |
| ۱۳۹۶       | هزارداستان                | مجری            | شبکه نسیم         |
| ۱۳۹۶–۱۳۹۸  | رکورد                     | مجری، تهیه‌کننده | شبکه سه           |
| ۱۳۹۷       | بیست‌هجده                  | گزارشگر         | شبکه سه           |
| ۱۳۹۷–اکنون | فوتبال برتر               | مجری            | شبکه سه           |
| ۱۳۹۷       | آسیا ۲۰۱۹                 | مجری            | شبکه سه           |
| ۱۳۹۸       | ستاره‌ساز                  | مجری            | شبکه سه           |
| ۱۴۰۰       | یورو ۲۰۲۰                 | مجری            | شبکه سه           |
| ۱۴۰۰       | یورو ۲۰۲۰                 | مجری            | شبکه ورزش         |
| ۱۴۰۱       | جام ۲۰۲۲                  | مجری            | شبکه سه           |

## جوایز

### تندیس مردمی سه ستاره
وی در برنامه سه ستاره سال ۹۴ با نزدیک ۵۸۰٬۰۰۰ رأی تندیس بهترین گزارشگر سال ۹۴ از دید مردم را کسب کرد.
| سال  | جوایز         | کار | رده            | نتیجه |
| ---- | ------------- | --- | -------------- | ----- |
| ۱۳۹۴ | سه ستاره ۱۳۹۴ | ۹۰  | بهترین گزارشگر | برنده |

## دیگر فعالیت‌ها
محمدحسین میثاقی استاد آمار و ریاضیات در دانشگاه پیام نور و دانشگاه آزاد کرج است.